# Naimakka
Naimakka is een plaatsaanduiding binnen de Zweedse gemeente Kiruna. Het is genoemd naar slechts één huis. Naimakka is alleen via Finland te bereiken. Men moet dan de Könkämärivier oversteken, de Europese weg 8 tussen Kilpisjärvi en Kaaresuvanto. Het is in Zweden bekend als weerstation. Aan de Finse kant van de rivier ligt het even nietige Ropinsalmi.